# Cautethia noctuiformis
Cautethia noctuiformis (Walker, 1856) è un lepidottero appartenente alla famiglia Sphingidae, diffuso in America Centrale.

## Descrizione

### Adulto
L'ala posteriore si differenzia da quella di tutte le altre specie del genere Cautethia, per il fatto che l'area basale gialla è divisa da una sottile linea nera che corre lungo 1A+2A. Sempre nell'ala posteriore, la fascia gialla presente sulla pagina inferiore, può essere ridotta ad una piccola macchia.

In alcuni esemplari le macchie ed i disegni neri presenti sull'ala anteriore appaiono sbiaditi; in ogni caso, il trattino nero all'estremità basale del dorsum, ed il tratto triangolare nero sul tornus dell'ala anteriore, hanno valore diagnostico per la specie (D'Abrera, 1986).

Nel genitale maschile, l'uncus risulta più corto dello gnathos, non è ricurvo, si mostra tronco, leggermente dilatato all'apice, e dentellato. Lo gnathos è arrotondato a livello apicale, clavato se visto lateralmente, con la superficie superiore rigonfia; questa parte superiore si mostra ripartita a livello mediale, ed ognuna delle due metà presenta scanalature trasversali. L'edeago è dotato di un processo dentellato, più lungo dell'ampiezza dell'edeago stesso.

L'apertura alare è compresa tra 28 e 40 mm.

### Larva
Dati mancanti.

### Pupa
Le crisalidi si rinvengono entro bozzoli posti a scarsa profondità nel sottobosco.

## Distribuzione e habitat
L'areale di questa specie comprende Barbuda, Antigua, Cuba, Hispaniola, Porto Rico, St. Thomas, Saint Martin, Saint-Barthélemy, Guadalupa, le Isole Vergini britanniche e le Piccole Antille.
L'habitat è rappresentato da foreste e zone boscose più o meno aperte.

## Biologia
Durante l'accoppiamento, le femmine richiamano i maschi grazie ad un feromone rilasciato da una ghiandola, posta all'estremità addominale. Gli adulti di entrambi i sessi sono attratti dalla luce, ma soprattutto i maschi.

### Periodo di volo
La specie è multivoltina.

### Alimentazione
Gli adulti suggono il nettare di fiori di varie specie.
I bruchi si alimentano su foglie di membri della famiglia Rubiaceae, tra cui Chiococca alba (L.) Hitchc. a Porto Rico, ed Exostema sp. (Persoon) Richard ex Bonpland a Cuba.

## Tassonomia

### Sottospecie
Sono state descritte tre sottospecie:
- Cautethia noctuiformis noctuiformis (Walker, 1856) - List Spec. Lepid. Insects Colln Br. Mus. 8: 232 - locus typicus: Santo Domingo
- Cautethia noctuiformis bredini Cary, 1970 - J. Lepid. Soc.. 24: 267 - Antigua (locus typicus), Barbuda e Isole Vergini britanniche - Priva della linea nera in 1A+2A
- Cautethia noctuiformis choveti Haxaire, 2002 - Lambillionea. 102: 263 - locus typicus: Anse des Flamands, St. Barthélémy, Guadalupa - Apertura alare tra 14 e 15 mm, più pallida di C. n. noctuiformis e priva della linea nera in 1A+2A

### Sinonimi
Sono stati riportato tre sinonimi:
- Braesia hipparsus Grote & Robinson, 1868 (sinonimo eterotipico)
- Braessia triphoenoides (Boisduval, [1875]) (sinonimo eterotipico)
- Oenosanda noctuiformis Walker, 1956 - (sinonimo omotipico)